# ژان-فرانسوا روبل

ژان-فرانسوا روبل

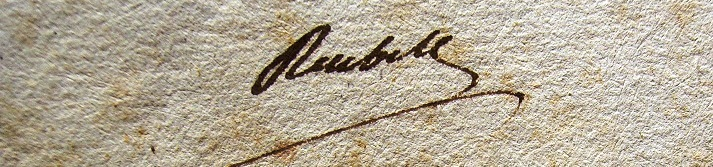
امضا ژان-فرانسوا روبل

ژان-فرانسوا روبل (به فرانسوی: Jean-François Reubell) یکی از اعضای دیرکتوار بود. او در ۶ اکتبر ۱۷۴۷ در شهر کلمار آلزاس به دنیا آمد و در ۲۴ نوامبر ۱۸۰۷ در همان شهر دیده از جهان فروبست. او به‌عنوان یک سیاستمدار جمهوری‌خواه، میانه‌رو ولی غیرمنعطف نسبت به انقلاب فرانسه شناخته می‌شد.
ژان-فرانسوا روبل در تاریخ ۱ نوامبر ۱۷۹۵ بعنوان یکی از اعضای تشکیل دهنده کنوانسیون و موافق با سرنگونی لویی شانزدهم و جنگ علیه نیروهای ائتلاف، به عنوان مدیر اجرایی جمهوری و رئیس هیئت مدیره منصوب شد. وی در مقابل زرق و برق‌هایی که در حکومت پل باراس وجود داشت ایستادگی می‌کرد و سیاست حذف حمایت خارجی از ضدانقلابها را به پیش می‌برد.
بعنوان کسی که کشتارهای ژاکوبن‌ها را تحت پیگرد قرار می‌داد، در معرض شورش سلطنت طلبان و ورشکستگی عمومی نیز قرار داشت. او یکی از رهبران دولت فرانسه است که در تاریخ ۴ سپتامبر سال ۱۷۹۷ توسط کودتا قدرت را به دست گرفت.
گردانندگان یا دیرکتوار (به فرانسوی Directoire) رژیمی بود که از ۲ نوامبر ۱۷۹۵ میلادی تا ۱۰ نوامبر ۱۷۹۹ (در بازه زمانی میان رژیم‌های مجمع ملی و کنسول‌های فرانسه) در کشور فرانسه قدرت را در دست داشت.
در این انجمن پنج گرداننده (دیرکتوار) قدرت را میان خود تقسیم کرده بودند. این حاکمیت واپسین مرحله از انقلاب فرانسه بود.